# Bathytoma helenae
Bathytoma helenae is een slakkensoort uit de familie van de Borsoniidae. De wetenschappelijke naam van de soort is voor het eerst geldig gepubliceerd in 1974 door Kilburn.